# Leo Cullen
Pour les articles homonymes, voir Cullen.

a Compétitions nationales et continentales officielles uniquement.

b Matchs officiels uniquement.
Dernière mise à jour le 13 mai 2016.
Leo Francis M. Cullen, né le 9 janvier 1978 à Wicklow, est un joueur irlandais de rugby à XV évoluant au poste de deuxième ligne. 
Depuis 2015, il est l'entraîneur principal de l'équipe du Leinster. En 2018, il devient le premier entraîneur à remporter la compétition après l'avoir gagné en tant que joueur.

## Carrière

### En club
Leo Cullen a joué pour le Leinster, province basée à Dublin, depuis 1998. Il a remporté la Celtic League avec le Leinster en 2001 et il a disputé 32 matchs de coupe d'Europe pour la province y compris 4 contre les Leicester Tigers ; la dernière fois, c'était un quart de finale à Lansdowne Road en avril 2005. Il rejoint les Leicester Tigers. Il est en concurrence au poste de deuxième ligne avec les internationaux anglais Louis Deacon et Ben Kay et l'international écossais Jim Hamilton. Il retrouve en 2007 la province de Leinster pour évoluer en coupe d'Europe et en Celtic League. Il la remporte à deux reprises en 2009 et 2011.
Il prend sa retraite à la fin de la saison 2013-2014 et devient dès la saison suivante entraîneur des avants du Leinster, il succède à ce poste à Jono Gibbes. L'année suivante, en 2015, il devient l'entraîneur en chef de la province. Il s'entoure à ce poste de techniciens reconnus au niveau international : l'anglais Stuart Lancaster de 2016 à 2023 puis le sud-africain Jacques Nienaber, sélectionneur champion du monde en titre, depuis 2023.

### En équipe nationale
Leo Cullen obtient sa première cape internationale le 22 juin 2002 à l’occasion d’un test match contre les All Blacks à Auckland. Il participe au Tournoi des Six Nations 2003. Leo Cullen connaît 27 sélections internationales avec l'Irlande depuis ses débuts. Il connaît aussi des capes chez les jeunes, les scolaires et les universitaires.

## Palmarès

### Joueur
- Vainqueur de la Celtic League en 2001, 2008, 2013 et 2014
  - Finaliste de la Celtic League en 2010, 2011 et 2012
- Vainqueur du championnat d'Angleterre en 2007
  - Finaliste du championnat d'Angleterre en 2005 et 2006
- Vainqueur de la coupe d'Angleterre en 2007
- Vainqueur de la coupe d'Europe en 2009, 2011 et 2012
  - Finaliste de la coupe d'Europe en 2007

### Entraîneur
- Vainqueur de la coupe d'Europe en 2018
- Vainqueur du Pro14 en 2018, 2019, 2020 et 2021

## Statistiques en équipe nationale
- 27 sélections
- Sélections par année : 7 en 2002, 7 en 2003, 1 en 2004, 3 en 2005, 1 en 2007, 1 en 2009, 4 en 2010, 3 en 2011
- Tournoi des Six Nations disputés :  2003, 2010 et 2011

## Bilan en tant qu'entraîneur
| Saison      | Club     | Division | Poste              | Classement             | Coupe d'Europe             | Challenge européen |
| ----------- | -------- | -------- | ------------------ | ---------------------- | -------------------------- | ------------------ |
| 2014 - 2015 | Leinster | Pro12    | Avants             | 5e                     | Éliminé en demi-finale     | -                  |
| 2015 - 2016 | Leinster | Pro12    | Entraîneur en chef | Défaite en finale      | Éliminé en poule           | -                  |
| 2016 - 2017 | Leinster | Pro12    | Entraîneur en chef | Éliminé en demi-finale | Éliminé en demi-finale     | -                  |
| 2017 - 2018 | Leinster | Pro14    | Entraîneur en chef | Vainqueur du Pro14     | Champion d'Europe          | -                  |
| 2018 - 2019 | Leinster | Pro14    | Entraîneur en chef | Vainqueur du Pro14     | Défaite en finale          | -                  |
| 2019 - 2020 | Leinster | Pro14    | Entraîneur en chef | Vainqueur du Pro14     | Éliminé en quart-de-finale | -                  |
| 2020 - 2021 | Leinster | Pro14    | Entraîneur en chef | Vainqueur du Pro14     | Éliminé en demi-finale     | -                  |